# Federació de Moviments de Renovació Pedagògica de Catalunya
La Federació de Moviments de Renovació Pedagògica de Catalunya és una entitat catalana, gestada el 1981 a Santa Coloma de Gramenet i creada el 1986 a Lleida, formada per associacions de professorat que col·laboren per aconseguir, com a objectiu principal, una escola pública catalana de qualitat. La condició d'associat la sustenten educadors i educadores, tant de l'educació formal com de l'educació no formal, i de tots els nivells educatius, des de l'escola bressol fins a la universitat passant per les escoles d'adults.

## Història
L'any 1981, a Santa Coloma de Gramenet (Barcelonès), se celebrà la primera reunió de coordinació dels Moviments de Renovació Pedagògica de Catalunya, que encetà un procés de dinamització coordinada. L'any 1983, en el marc de les I Jornades dels MRPC celebrades a Roses (Alt Empordà), definí a aquests moviments com a «entitats autònomes i independents de qualsevol institució pública o privada, vinculades a un territori». L'any 1986, a les II Jornades dels MRPC celebrades a Lleida (Segrià), es constituí la Federació de Moviments de Renovació Pedagògica de Catalunya, amb la finalitat de coordinar l'activitat del moviments docents, l'intercanvi d'iniciatives i experiències pedagògiques, l'assessorament i el servei a tots els moviments federats, la consolidació de la xarxa a totes les comarques del territori, així com la representació del conjunt de moviments davant de les institucions, entitats o qualsevol organisme d'àmbit nacional, estatal o internacional. Des del 1991, la FMRPC inicià el «Projecte 100 Mesures» amb l'objectiu de recollir, en un primer moment en un document de reflexió i de debat, els aspectes que incideixen en la qualitat del sistema educatiu, l'impuls de plans territorials de millora de l'educació, a més a més de la creació d'un moviment social prou ampli per generar i implementar propostes per a una escola de qualitat. L'any 2017, l'assemblea general se celebrà al Casal del Mestre de Granollers (Vallès Oriental) i s'hi presentaren els projectes «Escola en Transició» i de «Xarxa d'Escoles Hortolanes».
Va rebre la Creu de Sant Jordi l'any 2019 «en reconeixement als [sic] més de trenta anys d'encomiable tasca d'aquesta federació educativa, que ha sabut bastir un espai de pensament, reflexió, formació i cooperació per a totes aquelles persones que treballen per la millora de la qualitat de l'educació de Catalunya. L'intercanvi d'iniciatives i experiències pedagògiques, l'assessorament i el servei a tots els moviments federats, o l'elaboració d'alternatives i propostes de millora de qualsevol aspecte del sistema educatiu han convertit la Federació en un referent indiscutible de la comunitat educativa del nostre país».

## Objectius
Els objectius prioritaris en grans línies són:
1. Oferir àmbits de reflexió, formació, cooperació i intercanvi entre totes aquelles persones que treballem per la millora de la qualitat de l'educació.
2. Elaborar alternatives i propostes de millora a qualsevol aspecte del sistema educatiu, de caràcter global o parcial, relatiu a un territori o a l'àmbit de Catalunya.